# مايسي ويليامز
مارجريت كونستانس وليامز (بالإنجليزية: Maisie Williams)‏ وتُعرف أكثر باسمِ مايسي وليامز (من مواليد 15 نيسان/أبريل 1997)؛ هي ممثلة بريطانيّة اشتهرت على المُستوى العالَمي بعدما جسّدت دورَ آريا ستارك في مسلسل إتش بي أو الدرامي-الخيالي صراع العروش والذي مكّنها منَ التتويج بجائزة إنترتينمنت ويكلي في فئةِ أفضل ممثلة مساعدة في مُسلسل درامي إلى جانبِ جائزة أفضل ممثلة مساعدة. رُشّحت عام 2016 للمنافَسة على جائزة الإيمي برايم تايم في فئة أفضل ممثلة مساعدة في سلسلة دراميّة.
لعبت ويليامز دورًا متكررًا في مسلسل دكتور هو الذي صدر عام 2015 حيث جسّدت شخصية آشيلد كما ظهرت لأول مرة في فيلم روائي طويل في السقوط الذي مكّنها من الفوزِ بجائزة دائرة نقاد لندن للأفلام عن فئة أفضل أداء لفنّانة صاعِدة.

## الحياة المُبكّرة
وُلدت مارغريت كونستانس ويليامز في 15 نيسان/أبريل 1997 في بريستول بالمملكة المتحدة.   لُقّبت بمايسي بعد أدائها لذات الشخصيّة في شريطٍ هزلي صدر تحتَ عنوان الفاسدون (بالإنجليزية: The Perishers)‏. تعيشُ مايسي في أسرة مكوّنة من أربعة أشقاء وهي أصغرهم حيث يكبرها سنًا كل من جيمسد بيت وتيد. التحقت مايسي بمدرسة كلوتون الابتدائية ومن ثمّ انتقلت إلى مدرسة نورتون هيل؛ قبل أن تَنتقلَ إلى كلية باث للرقص لدراسة الفنون المسرحية. 

## المسيرة المِهنيّة
منذ عام 2011، لعبت ويليامز دورَ آريا ستارك تلكَ الفتاة المُسترجلة القادِمة من عائلة نبيلة في المسلسل التلفزيوني الدرامي صراع العروش. اختيرت مايسي لأداءِ دور آريا ضمنَ مجموعة تضمّ 300 ممثلة في جميع أنحاء إنجلترا؛ وقد تلّقت إشادة من النقاد بفضلِ أدائها الذي وُصفَ بالمُميّز في هذه السلسلة.  بحلول تموز/يوليو 2018؛ أعلنت مايسي ويليامز عن انتهاء دورها في السلسلة.

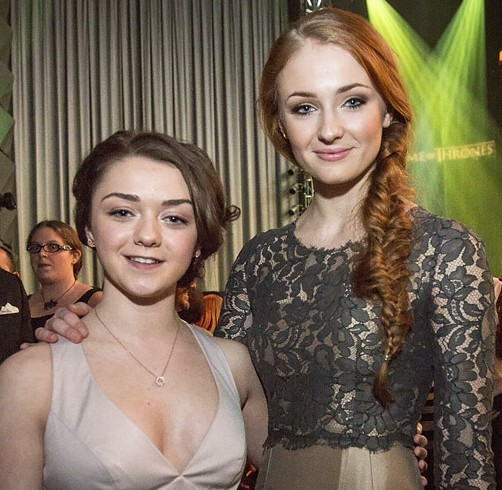
مايسي ويليامز رُفقةَ صوفي تيرنر في آذار/مارس 2013

حَصَلت ويليامز أيضًا على الثناء من النقاد بعدَ أدائها في الموسم الثاني من مسلسل صراع العروش؛  ما دفعَ شركة إيتش بي أو لدعوتها لحضور حفل استلام جائزة إيمي عن فئة أفضل ممثلة مساعدة لعام 2012 رغم عدم ترشحها أصلًا. في آذار/مارس 2013؛ رُشّحت مايسي لجائزة الفنان الصغير عن فئةِ أفضل أداء في مسلسل تلفزيوني كما فازت في نوفمبر 2013 بجائزة راديو بي بي سي 1 كأفضل ممثلة بريطانية. بالعودة إلى عام 2012؛ فقد لعبت ويليامز دور لورين كالي في سلسلة بي بي سي سر كريكلي هال (بالإنجليزية: The Secret of Crickley Hall)‏ كما ظهرت في مسرحية هزلية صدرت تحت عنوان مُستغّل التذكرة الأولمبيّة (بالإنجليزية: The Olympic Ticket Scalper)‏، إلى جانبِ ظهورها في في أفلام مستقلة أخرى في تلكَ الفترة والتي لم تحظى بالنجاح الكبير.
أدّت ويليامز أيضًا دور لورنا ثومبسون في فيلم الخيال العلمي نحنُ وحوش (بالإنجليزية: We We Monsters)‏ الذي صدرَ عام 2014؛ كما شاركت في العام نفسه في فيلم السقوط والذي عُرضَ لأول مرة في 11 أكتوبر 2014 وأُعيدَ إصداره في 24 نيسان/أبريل 2015 في المملكة المتحدة. بحلول نهاية العام؛ أجرت ويليامز محادثات مع نوتي دوغ لتلعب دور إيلي في لعبة الفيديو ذا لاست أوف أس.
مع بداية عام 2015؛ بدأت ويليامز في تصويرِ فيلم وثائقي لصالحِ القناة الرابعة البريطانية حملَ اسمَ سايبر بيلي (بالإنجليزية: Cyberbully)‏. بعد ذلك بحوالي شهرٍ واحد؛ وبالتحديد في شهر شباط/فبراير حصلت مايسي على جائزة شوتينغ ستارز في مهرجان برلين السينمائي الدولي في دورتهِ الـ 65. في 30 آذار/مارس 2015؛ أعلنت هيئة الإذاعة البريطانية أن ويليامز ستُشارِك في حلقتين من مسلسل دكتور هو ويتعلّق الأمر بحلقة «الفتاة التي ماتت» وحلقة ثانية بعنوان «المرأة التي عاشت»، قبل أن تُعاود الظهور في الحلقة العاشرة من المسلسل والتي صدرت تحتَ عنوان «مواجَهةُ الغراب» وكذا الحلقة الثانية عشر بعنوان «فتاة الجحيم». وُصفَ أداء ويليامز بالرائع وأشادَ بها النقاد خاصّة في حلقة «المرأة التي عاشت».
في 28 حزيران/يونيو 2018؛ أُعلنَ عن أنّ ويليامز ستلعبُ دور البطولة في مسرحية قادمة من تأليف لورين جوندرسون تحت عُنوان أنا وأنت والتي صدرت بالفعل في في 18 أكتوبر 2018 في مسرح هامبستيد في لندن. أمّا في أغسطس 2018 فقد انضمّت مايسي للمشاركة في سلسلة رسوم متحركة من إنتاج شركة رووستر تيث إلى جانبِ عددٍ من الممثلين بما في ذلك مايكل بي جوردن، وديفيد تينانت وَداكوتا فانينغ. 
مع بداية سنة 2019؛ اختيرت مايسي ويليامز لأداء دور وولفسباني في الفيلم الخارق المتحولون الجدد، قبل أن تحصلَ على دور البطولة إلى جانب آسا بوترفيلد وَنينا دوبراف في الفيلم الدراما ثم تأتي إليك حيث تلعب مايسي دور مراهقة تعاني من مرض عضال.

## قائمة أعمالها

### الأفلام[44]
| السنة | العنوان          | الدور          | ملاحظات            |
| ----- | ---------------- | -------------- | ------------------ |
| 2012  | تذكرة الأولمبياد | سو الهزيلة     | سكتش لفاني أور داي |
| 2012  | ضربة شمس         | جو أومالي      |                    |
| 2013  | كورفيدا          | جاي            | فيلم قصير          |
| 2013  | غولد             | آبي            |                    |
| 2013  | على السطح        | تريش           | فيلم طويل          |
| 2014  | السقوط           | ليديا          |                    |
| 2016  | كتاب الحب        | ميلي بيرلمان   |                    |
| 2017  | آي بوي           | لوسي والكر     |                    |
| 2017  | ماري شيلي        | إيزابيل باكستر |                    |
| 2018  | إيرلي مان        | غونا           |                    |

### المسلسلات[7]
| السنة     | العنوان        | الدور      |
| --------- | -------------- | ---------- |
| 2011–2019 | صراع العروش    | آريا ستارك |
| 2014      | الدجاجة الآلية | لورين كلاي |
| 2015      | دكتور هو       | اشيلدر     |

## روابط خارجية
- مايسي ويليامز على موقع IMDb (الإنجليزية)
- مايسي ويليامز على موقع روتن توميتوز (الإنجليزية)
- مايسي ويليامز على موقع ألو سيني (الفرنسية)
- مايسي ويليامز على موقع أول موفي (الإنجليزية)
- مايسي ويليامز على موقع قاعدة بيانات الفيلم (الإنجليزية)
- مايسي ويليامز على موقع كينوبويسك (الروسية)